# Takumi Nagasawa
Takumi Nagasawa (長澤 卓己 Nagasawa Takumi?, nacido el 27 de mayo de 1992 en Tokio) es un futbolista japonés que juega como centrocampista.

## Trayectoria

### Clubes
| Club          | País  | Año    |
| ------------- | ----- | ------ |
| YSCC Yokohama | Japón | 2019 - |

## Estadística de carrera

### J. League
| Club          | Año   | J. League | J. League | Copa J. League | Copa J. League | Total | Total |
| Club          | Año   | Part.     | Goles     | Part.          | Goles          | Part. | Goles |
| ------------- | ----- | --------- | --------- | -------------- | -------------- | ----- | ----- |
| YSCC Yokohama | 2019  | 10        | 0         | -              | -              | 10    | 0     |
| Total         | Total | 10        | 0         | 0              | 0              | 10    | 0     |